# Route nationale 1 (Inde)
Pour les articles homonymes, voir Route nationale 1.
La Route nationale 1 (en anglais : National Highway 1, sigle NH 1), une route nationale  en Inde qui commence à Srinagar et se termine à Salambad à la frontière entre l'Inde et le Pakistan.

## Tracé
La NH 1 traverse Uri, Baramulla, Srinagar, Sonamarg, Zoji La, Dras, Kargil et Leh.
L'itinéraire traverse des cols de haute montagne et la majeure partie de la route s'accroche aux flancs des montagnes. La NH 1 est l’un des axes majeurs de la région du Ladakh,.
La route NH 1 comprend des parties des anciennes NH1A et NH1D,.
Le chiffre 1 indique, selon le nouveau système de numérotation, qu'il s'agit de l'autoroute est-ouest la plus septentrionale de l'Inde.